# Frida, en trotjänarinna
Frida, en trotjänarinna är en svensk dokumentärfilm från 1999, som ursprungligen visades i SVT den 3 maj 1999.
Initiativet till seriens skapande togs genom en dagstidningsnotis om att Sällskapet till belöning för trotjänare skulle ha årsmöte 1988, vilket födde idén med ett program om ett arbete som blivit alltmer utdött. Programmet filmades med fem års mellanrum. Första delen gjordes 1988 som ett inslag i dåvarande samhällsprogrammet 20:00 i SVT. Filmaren Marianne Gillgren kontaktade då föreningens ordförande, och fick en lista på personer som kunde komma ifråga för belöningen, 900 SEK för den som arbetat i en och samma familj i minst 15 år.
Alla ville inte tala med TV medan andra slutat på grund av hög ålder, tills 76-åriga Frida Nilsson, som arbetade hos 94-årige "Doktorn" på Erik Dahlbergsallén på Östermalm i Stockholm, efter övertalning tackade ja och hennes arbetsgivare godkände en dags filmning.
I det första avsnittet utför hon sitt vanliga arbete. I det andra, som filmades 1993, fyllde Doktorn 100 år. I det tredje, som filmades 1998, hade Doktorn avlidit och Frida flyttade till ett serviceboende på Reimersholme, hennes första egna bostad. Hon begav sig till Sölvesborg där hon växte upp och arbetade innan hon kom till Stockholm. Frida avled 2002, 90 år gammal.
Serien belönades med en Ikaros (SVT-producenternas eget pris) för del 1 och Prix Egalia (priset som delas ut för det program på SVT som bäst gynnat jämställdheten under året). Dessutom har filmen tävlat i FIPA i Frankrike och BANFF i Kanada.

### Fotnoter
1. ↑  ”SVT, SVT1 1999-05-03”. Svensk mediedatabas. 3 maj 1999. http://smdb.kb.se/catalog/id/001751737. Läst 27 december 2014.
2. ↑  ”Hotfrogs”. http://butiken.svt.se/system/search/product.asp?id=1067. Läst 24 oktober 2011.[död länk]